# Български лев
Левът (съкратено: лв. ISO 4217 код: BGN) е паричната единица на България, емитирана от Българската народна банка. Разделя се на 100 стотинки. Името му произхожда от левъ – остаряла форма на думата „лъв“, употребявана през XIX век.
Съвременната история на българските парични знаци започва след възстановяването на българската държава през 1878 година. През 1880 г. с приемането на Закона за правото на рязане на монети в Княжество България се създава българската парична единица „лев“, на следващата година са отсечени и първите монети.
От 1997 г. стойността на лева е твърдо свързана с тази на германската марка чрез системата на валутен борд при курс 1000 лева = 1 германска марка. След деноминацията на лева от 5 юли 1999 г. курсът става 1 лев = 1 германска марка, а след премахването на германската марка в края на същата година левът се привързва към еврото при курс 1,95583 лева = 1 евро.
През 2013 г. българският лев е определен от Комисията по естетика на Международната финансова банка в Швейцария за една от петте най-красиви валути в света. Повече от 50 валути биват оценени от експертите, като при класирането са взети предвид естетиката на дизайна, покупателната способност, историческата значимост на хората, чиито портрети се намират на банкнотите, както и продължителността на употребата им. Комисията на Международната финансова банка в Швейцария определя за най-красива валута украинската гривна, следвана от австралийския долар, еврото, българския лев на 4-то място и американския долар на 5-о място.

## Етимология
Думата „лев“, произхожда от „левъ“ – остарял вариант на съвременната дума „лъв“.
Лъвът е национален символ на България. От дълбока древност лъвът олицетворява в българската народна митология сила и власт. Съхранен е в народностната символика през всички превратности на историята. В България изображения на лъв се срещат в различни исторически паметници. Най-старите са върху плочи, намерени в гр. Стара Загора. Те са от IX – X век. А в известния Чаталарски надпис на Омуртаг, също от IX век, се казва: „Кан ювиги Омуртаг… обитавайки стана Плиска, направи аул на Туча… и постави в този аул четири колони, и върху колоните постави два лъва“ (ΛΕΟΝΤΑC ΔΥΟ). Лъв има и в скалното изображение Мадарски конник.
Лъвът присъства в символиката на българските царе – например при Иван Шишман. През Възраждането лъвът отново е най-разпространеният български символ. Паисий Хилендарски пише в своята „История славянобългарска“, че българите имали лъв на царския печат – символ на смелостта и непобедимостта на българските воини, които се биели „като лъвове“. Изображенията на лъва върху почти всички знамена на бунтовниците от Априлското въстание са доказателство, че той продължава да се възприема като национален символ. Дори най-обичаният български национален герой Васил Иванов Кунчев остава в историята като Левски – отново от думата „лъв“. След възстановяването на българската държава през 1878 година лъвът продължава да бъде български национален символ.

## История

### Утвърждаване на лева
В първите години след Освобождението в обращение на територията на България се намират главно сребърни монети, голяма част от които са физически обезценени. Основната част от тях са сребърни руски рубли, навлезли масово в страната по време на войната, но има и екзотични монети, като тунизийски, ирански или индийски, част от които вече не се използват и в страните, в които са емитирани. Фискалното счетоводство се води във френски франкове, като държавата изкуствено поддържа завишен курс на сребърните монети, за да не обезцени спестяванията. Това довежда до допълнителен прилив на сребърни монети от съседните страни, засилен и от забраната за използване на чужди сребърни монети в Османската империя през 1883 г. До 1887 г. чуждите сребърни монети се използват широко в България, наред с българския лев.
Циркулират 2 и половина стотинки (петак, „пет пари“, най-ниската деноминация, превърнала се в нарицателно), 5 стотинки (рупче), 10 стотинки (гологан), 20 стотинки (грош) и 50 стотинки (сто пари).
При въвеждането на българския лев съществуващите в обращение османски грошове са приравнени към лева в съотношение 1:5 (20 стотинки = 1 грош). Другата османска монета, парата, е приравнена към лева в съотношение 1:200 (един турски грош е бил 40 пари). Една османска лира е била 100 гроша и приравнена към 20 лева.
Приетият през 1880 г. Закон за правото на резание монети в Княжеството предвижда фискалното счетоводство да се води в левове, определя количеството злато, сребро или мед в различните монети и ограничава общото парично предлагане до 15 млн. лева. Левът има стойност, равна на тази на френския франк. Допуска се използването на монети, както на Латинския валутен съюз, така и на други страни, които държавата приема по утвърдени от Министерството на финансите курсове.
Въпреки че законът установява триметален стандарт и че първите отсечени монети са медни, на практика в обращението преобладават сребърните монети. Основната причина за това е по-големият сеньораж, извличан от държавата от сребърните монети поради трайно спадащия курс на среброто спрямо златото в края на XIX век. В същото време емисията на сребърни левове е използвана за премахване от обращение на сребърните руски рубли. В края на 1884 г. парламентът дава възможност да бъдат емитирани сребърни монети за още 10 млн. лева, като за тази цел са претопени голямо количество рубли в монети, събрани от държавата като данъци. През 1885 г. България се доближава до парично предлагане от 7 сребърни лева на глава от населението (смятано от Латинския съюз за емпиричен оптимум), след което новите емисии на сребърни монети са прекратени до 1891 г.
През следващите 2 г. правителството и Българската народна банка (БНБ) успяват окончателно да изтеглят от обращение руските сребърни монети. Това става с известни загуби, тъй като те са обменяни за левове по курс, по-висок от пазарния, за да не обезценят силно частните спестявания. Този процес предизвиква значителна дефлация, компенсирана в известна степен с емитирането на левови банкноти през следващите години.

### Опити за въвеждане на златен стандарт
БНБ започва да емитира банкноти през 1885 г. Първата емисия е сравнително малка (213 хил. лева) и е зле приета от хората. Причина за това е както недоверието в новите хартиени пари, така и златното покритие на банкнотите, което създава значително ажио между тях и масово използваните сребърни монети. Основна цел на БНБ през следващите години е да увеличи дела на банкнотната емисия и постепенно да наложи в страната фактически златен стандарт, като количеството на сребърните монети бъде намалено чувствително. Опит за завършване на този процес е направен през 1890 – 1891 г., но банката започва да губи златните си резерви, а и среща съпротивата на Министерството на финансите, което се стреми към запазване на приходите от сеньоража на сребърните монети. То емитира нови 8 млн. сребърни лева, като увеличава ажиото между златото и среброто почти до нивата от преди 1887 г.
След този неуспех БНБ, ръководена по това време от Михаил Тенев, променя политиката си и през 1892 г. получава правото да емитира банкноти, обезпечени със сребро, но правителството блокира тази възможност. Въпреки съпротивата на БНБ, опасяваща се от инфлация и нарастване на ажиото, правителството на Стефан Стамболов емитира сребърни монети за 5 млн. лева през 1892 г. и за нови 12 млн. лева през 1894 г., за да използва пълния сеньораж за покриване на бюджетния дефицит. Тези емисии са последвани от рязко нарастване на ажиото и в опитите си да го забави БНБ намалява златните си резерви от 12 на 2 млн. лева между август и декември 1894 г.
След като през 1895 и 1896 г. износът на страната нараства и е получен значителен външен заем, през 1897 г. е приет нов Закон за монетите в Княжеството. Той предвижда въвеждане на златен стандарт и постепенно извеждане на сребърните монети от обращение. Законът дава възможност на правителството да проведе тези мерки, когато прецени, че е възможно, поради което те така и не са приложени на практика. Следващите 2 г. са тежки за селското стопанство и търговския баланс, ажиото се запазва високо, а златните резерви на БНБ са незначителни, което прави въвеждането на златния стандарт невъзможно.
Със задълбочаването на кризата в края на 1899 г. БНБ прекратява обменяемостта на банкнотите в злато и започва да емитира банкноти със сребърно покритие, с което и формално се утвърждава фактическият сребърен стандарт в страната. През следващите 3 г. са емитирани банкноти за над 16 млн. лева, като основната част от тях е използвана за кредитиране на правителството. Това предизвиква нова инфлационна вълна и нарастване на ажиото между златото и среброто, достигнало в средата на 1902 г. рекордната стойност от 13,25%. В същото време големите емисии за пръв път в българската история довеждат до масова употреба на банкноти в разплащанията в страната.
През 1902 г. правителството получава значителен заем от френската банка „Париба“, с който изплаща голяма част от задълженията си към БНБ. Това, както и подобрената обща конюнктура, довежда до намаление на ажиото до 1,5% в края на годината. Обмяната на златни банкноти срещу злато е възстановена и през следващите години банката емитира все повече златни левови банкноти, които през 1907 г. за пръв път стават повече от сребърните банкноти. През годините до началото на Балканската война в България на практика функционира система на златен стандарт, като ажиото между среброто и златото е ликвидирано и левът поддържа устойчив курс спрямо валутите на Латинския съюз. Относителната стабилност се дължи на благоприятната международна конюнктура и сключването от правителствата на няколко външни заема.

### Военната инфлация (1912 – 1919)
Краткият период на стабилност на лева е прекъснат от Балканските и Първата световна война, които предизвикват силна инфлационна вълна. Още в началото на 1912 г. е приета промяна в закона за БНБ, с която за обезпечение на банкнотите се приема не само налично злато, но и вземания от чужди контрагенти. Това създава рискове за системата в случай на дестабилизация на валутата, в която са деноминирани вземанията, но по това време подобна практика е въведена и в много други страни, което поставя основата на златно-девизния стандарт, доминиращ в Европа през следващите десетилетия.
На 23 октомври (10 октомври стар стил) 1912 г. – дни след началото на Балканската война, конвертируемостта на левовите банкноти в злато е отменена. Първоначално това се приема като временна мярка за времето на войната, но последвалите събития позволяват конвертируемостта да бъде възстановена едва в края на 1920-те години. До края на Балканските войни левът се обезценява с 15%, но след техния край е временно стабилизиран. Това става с помощта на външен заем, отпуснат от австрийски банки на БНБ, и със създаването на Камбиален синдикат между БНБ и няколко големи търговски банки, който провежда интервенции на валутния пазар, поддържащи курса на лева.
Влизането на България в Първата световна война коренно променя нещата, тъй като правителството финансира огромните си военни разходи с банкнотна емисия, която нараства десетократно между 1915 и 1919 година. Възползвайки се от промяната в закона от 1912 година, емисията е обезпечена до голяма степен с вземания в германски марки и австрийски крони, които бързо губят стойността си в хода на войната. Ако през 1913 година металното покритие на левовите банкноти е над 40%, през 1920 година то спада до 1,56%. По това време германската марка и австрийската крона са в още по-тежко положение с покритие съответно 1,43% и 0,38%. В края на войната вземанията на БНБ в Германия възлизат на 1 милиард марки, но поради специфичните условия на военните аванси тя не може да разполага свободно с тях и те на практика са блокирани в германски банки и са ликвидирани от хиперинфлацията в Германия в началото на 20-те години.
За периода на войните стойността на българския лев намалява около 14 пъти. С минималните златни резерви на БНБ и обезценката на нейните вземания в чужбина, единственото покритие на лева остават вземания от българската държава, които на практика са неликвидни. През първите години след войната левът е силно нестабилен, като стойността му се променя значително, в зависимост от общата конюнктура и фискалната политика.

### След Първата световна война
Първата световна война предизвиква значителна инфлация във всички европейски страни. След края на войната само Великобритания успява, с цената на период на силна дефлация, да възстанови златния стандарт при довоенното съотношение на стойността на лирата и златото. България дори не прави опит за това, а се опитва да стабилизира лева на новото му обезценено ниво, като фиксира курса му към американския долар. Това е успешно постигнато едва през 1929 година, след отпускането на Стабилизационния заем и реформиране на Българската народна банка. Така за кратко в страната е установен златно-девизен стандарт, като стойността на лева е с фиксиран курс към долара, а чрез него – към златото при съотношение 1 лев = 10,86956 mg злато.
Голямата депресия, със силната дефлация и натиска върху бюджетите, променя коренно световната финансова система. През 1931 година Великобритания, а през 1933 година и Съединените щати, се отказват от златния стандарт и девалвират валутите си. България, както много други европейски страни, се опитва да избегне открита девалвация, която би увеличила номиналната тежест на държавния дълг, но още през 1931 година отменя конвертируемостта на лева в злато.
Макар формално левът все още да е обвързан с долара (а след 1933 година – с френския франк), задължението на БНБ да обменя левове в чужди валути със златно покритие е премахнато. Едновременно с това са въведени силни административни ограничения върху движението на капитали и вноса на стоки. През следващите години все по-голяма част от външната търговия се осъществява чрез междудържавни клирингови спогодби.
През май 1935 година покритието на банкнотната емисия спада под определеното със закон ниво от 33,3%, което подтиква ръководството на БНБ да прави различни счетоводни манипулации, за да прикрие реалното състояние на банката. Към края на годината това се оказва недостатъчно и законово установеното минимално покритие на емисията е намалено на 25%.
По време на войната левът претърпява силна инфлация, като за периода 1939 – 1945 година паричното обращение нараства 14 пъти, а стойността на лева пада 12 пъти. За да запази поне формално покритието на лева, от 1942 година правителството започва да издава съкровищни бонове (с номинал 8 милиарда лева само през първата година), които се приемат за законно платежно средство. Това обаче се оказва недостатъчно и БНБ търси начини за скрито субсидиране на бюджета, а през 1941 година е прието, че за обезпечение на лева може да се ползват и неконвертируеми в злато валути. Банкнотната емисия през следващите години е обезпечена главно с германските задължения по клиринговата спогодба, които представляват депозити на т.нар. „клирингови марки“ в германски банки, с които БНБ и правителството нямат възможност да разполагат на практика.
Активното включване на страната във войната след Деветосептемврийския преврат довежда до неконтролируема инфлация. БНБ е принудена да кредитира без никакво покритие както разходите на правителството, така и тези на съветските окупационни власти в страната.

### След Втората световна война
След продължителен период на висока инфлация, през 1951 година е проведена парична реформа, при която номинално 100 стари лева са заменени с 1 нов лев. Този курс обаче не е приложен за всички пари в обращение. Наличностите по банкови сметки са обменени по курсове, вариращи от 33:1 до 200:1, а цените на потребителските стоки са променени при съотношение 25:1.
През 1962 г. се извършва втора деноминация – този път при съотношение 10 към 1, за фиксиране на обменния курс на 1.17 лева = 1 U. S. долар. ISO 4217 кодът е BGL. След това, левът остава сравнително стабилен в продължение на около две десетилетия – до средата на 1980-те години. Въпреки това, както и валутите на другите комунистически страни, не е свободно конвертируем за западните финансови системи. В периода до ноември 1989 г. левът на теория има златно покритие, като на банкнотите има текст, в който се посочва: „Банкнотата е обезпечена със злато и всички активи на банката“.

### След 1989
През 90-те години на XX век два периода на драстична инфлация – от зимата на 1990 – 1991 и още по-тежкия – от зимата на 1996 – 1997 г., значително девалвират лева. Това довежда до установяването на валутния борд през 1997 година и фиксирането на курса на лева към германската марка на 1 марка = 1000 лева.
След въвеждането на валутен борд всички български пари в обращение са обезпечени от валутните резерви на Българската народна банка (БНБ). 
На 5 юли 1999 година левът отново е деноминиран при съотношение 1000:1, като курсът на новия лев към германската марка е фиксиран на 1 лев = 1 марка. При въвеждането на еврото през 1999 г. курсът не е променен, като стойността на лева е обвързана с тази на еврото при съотношение 1,95583 лева = 1 евро. С договора за влизането си в Европейския съюз България официално има ангажимент за присъединяване към еврозоната.

## Монети
| Монети в циркулация | Монети в циркулация | Монети в циркулация | Монети в циркулация | Монети в циркулация | Монети в циркулация                                                          | Монети в циркулация               | Монети в циркулация | Монети в циркулация          |
| Снимка              | Снимка              | Название            | Диаметър            | Маса                | Състав                                                                       | Лице                              | Гръб | Година на производство       |
| Лице                | Гръб                | Название            | Диаметър            | Маса                | Състав                                                                       | Лице                              | Гръб | Година на производство       |
| ------------------- | ------------------- | ------------------- | ------------------- | ------------------- | ---------------------------------------------------------------------------- | --------------------------------- | --- | ---------------------------- |
|                     |                     | 1 стотинка          | 16 mm               | 1,8 g               | 1999 – Сплав мед-алуминий-никел 2000, 2002 – стомана с електролитно покритие | Номинал, година и 12 звезди       | Мадарският конник и надпис „България“ | 1999, 2000, 2002             |
|                     |                     | 2 стотинки          | 18 mm               | 2,5 g               | 1999 – Сплав мед-алуминий-никел 2000, 2002 – стомана с електролитно покритие | Номинал, година и 12 звезди       | Мадарският конник и надпис „България“ | 1999, 2000, 2002             |
|                     |                     | 5 стотинки          | 22 mm               | 3,5 g               | 1999 – Сплав мед-алуминий-никел 2000, 2002 – стомана с електролитно покритие | Номинал, година и 12 звезди       | Мадарският конник и надпис „България“ | 1999, 2000, 2002             |
|                     |                     | 10 стотинки         | 18,5 mm             | 3 g                 | Сплав – мед-цинк-никел                                                       | Номинал, година и 12 звезди       | Мадарският конник и надпис „България“ | 1999, 2002                   |
|                     |                     | 20 стотинки         | 20,5 mm             | 4 g                 | Сплав – мед-цинк-никел                                                       | Номинал, година и 12 звезди       | Мадарският конник и надпис „България“ | 1999, 2002                   |
|                     |                     | 50 стотинки         | 22,5 mm             | 5 g                 | Сплав – мед-цинк-никел                                                       | Номинал, година и 12 звезди       | 1999, 2002 – Мадарският конник и надпис „БЪЛГАРИЯ“ 2004 – Лъвът от герба върху емблемата на НАТО и надпис „БЪЛГАРИЯ В НАТО“ 2005 – фрагмент от фреска от Казанлъшката гробница, 12 звезди и надписи „EU“ и „БЪЛГАРИЯ“ 2007 – разтворена старинна българска книга върху колона, 12 звезди и надпис „БЪЛГАРИЯ В ЕС“ | 1999, 2002, 2004, 2005, 2007 |
|                     |                     | 1 лев               | 24,5 mm             | 7 g                 | Външен пръстен – мед-цинк-никел Вътрешен кръг – цинк-никел                   | Номинал, година и пресечени линии | Ликът на св. Иван Рилски и надписи „БЪЛГАРИЯ“ и „СВ. ИВАН РИЛСКИ“ | 2002                         |
|                     |                     | 2 лева              | 26,5 mm             | 9 g                 | Външен пръстен – мед-никел Вътрешен кръг – мед-цинк-никел                    | Номинал, година и пресечени линии | 2015 – Ликът на Паисий Хилендарски и надписи „БЪЛГАРИЯ“, „ПАИСИЙ ХИЛЕНДАРСКИ“ и „1722 – 1773“ 2017 – Надпис „Българско председателство на Съвета на ЕС ♦ eu2018bg ♦“ и емблемата на европредседателството | 2015, 2017                   |

## Банкноти
| Снимка | Снимка | Стойност | Размери     | Основен цвят | Описание                    | Описание | Описание                               | Дата на отпечатване | Бележка                                                                                     |
| Лице   | Гръб   | Стойност | Размери     | Основен цвят | Лице                        | Гръб | Воден знак                             | Дата на отпечатване | Бележка                                                                                     |
| ------ | ------ | -------- | ----------- | ------------ | --------------------------- | --- | -------------------------------------- | ------------------- | ------------------------------------------------------------------------------------------- |
|        |        | 1 лев    | 112 × 60 mm | Червен       | Иван Рилски                 | Рилски манастир | Лъв                                    | 1999                | Банкнотата е извадена от обращение на 1 януари 2016 г.                                      |
|        |        | 2 лева   | 116 × 64 mm | Виолетов     | Паисий Хилендарски          | История славянобългарска, Български гербове                                                                                | Лъв                                    | 1999, 2005          | Банкнотата е извадена от обращение на 1 януари 2021 г.                                      |
|        |        | 5 лева   | 121 × 67 mm | Бордо        | Иван Милев                  | Картини на Иван Милев | Иван Милев                             | 1999, 2009, 2020    |                                                                                             |
|        |        | 10 лева  | 126 × 70 mm | Зелено       | Петър Берон                 | Скици от трудовете на Петър Берон, Телескоп                                                                                | Петър Берон                            | 1999, 2008, 2020    | Същият дизайн се използва и за банкнотата от 10 000 лева (BGL, преди деноминацията от 1999) |
|        |        | 20 лева  | 131 × 73 mm | Синьо        | Стефан Стамболов            | Народно събрание, Орлов мост, Лъвов мост                                                                                   | Стефан Стамболов                       | 1999, 2007, 2020    | Най-използваната банкнота в българските банкомати                                           |
|        |        | 20 лева  | 134 × 77 mm | Лилав        | Елементи от сградата на БНБ | Реплика на първата българска банкнота, старата сграда на БНБ, седнала женска фигура, държавният герб на Княжество България | полутоново изображение на изправен лъв | 2005                | Ограничена емисия по повод 120 г. от навлизането в обращение на първите български банкноти  |
|        |        | 50 лева  | 136 × 76 mm | Кафяво       | Пенчо Славейков             | Илюстрации и ръкопис на Пенчо Славейков                                                                                    | Пенчо Славейков                        | 1999, 2006, 2019    |                                                                                             |
|        |        | 100 лева | 141 × 79 mm | Зелено       | Алеко Константинов          | Алеко Константинов, книгата Бай Ганьо                                                                                      | Алеко Константинов                     | 2003, 2018          |                                                                                             |

## Кодове по ISO 4217
Кодът на българската парична единица според международния стандарт ISO 4217 е BGN. Използвани са и други кодове за българския лев:
- BGL – за стойности преди деноминацията от 1999 г.
- BGK – за стойности преди деноминацията от 1962 г.
- BGJ – за стойности преди деноминацията от 1952 г.